# Jonesboro (Oregon)
Jonesboro az Amerikai Egyesült Államok északnyugati részén, Oregon állam Malheur megyéjében, az Oregon Route 20 mentén elhelyezkedő kísértetváros.
Névadója William Jones farmer. Egykor megálltak itt a Union Pacific Railroad vonatai; a vasútvonal az 1990-es évek elején szűnt meg.

## Fordítás
- Ez a szócikk részben vagy egészben  a   Jonesboro, Oregon című angol Wikipédia-szócikk ezen változatának fordításán alapul.  Az eredeti cikk szerkesztőit annak laptörténete sorolja fel. Ez a jelzés csupán a megfogalmazás eredetét és a szerzői jogokat jelzi, nem szolgál a cikkben szereplő információk forrásmegjelöléseként.